# Les Prés – Edgard-Pisani
Les Prés – Edgard-Pisani – stacja metra w Lille, położona na linii 2. Znajduje się w miejscowości Villeneuve-d’Ascq, w dzielnicy Prés.
Została oficjalnie otwarta 18 sierpnia 1999, pod nazwą Les Prés.